# Дрейман, Дэвид
Дэ́вид Ма́йкл Дре́йман (англ. David Michael Draiman; род. 13 марта 1973, Бруклин, Нью-Йорк) — американский рок-музыкант еврейского происхождения. Известен своим «баритоном» и энергичной манерой пения. С 1996 года он является ведущим вокалистом альтернативной метал-группы Disturbed. Он написал ряд наиболее успешных синглов группы, таких как «Stupify», «Down with the Sickness», «Indestructible» и «Inside the Fire». В 2006 году он занял 42 место в списке «100 лучших метал-вокалистов всех времен» по версии Hit Parader. Во время творческого перерыва Disturbed с 2011 по 2015 год он работал в совместном с Джено Ленардо индастриал-метал проекте, получившем название Device. В 2013 году они выпустили одноимённый альбом. Впоследствии Disturbed выпустили альбомы Immortalized в 2015 году и Evolution в 2018 году.

## Биография
Дэвид Дрейман родился 13 марта 1973 года в Бруклине. Родители его матери были выходцами из Польши, пережившими Холокост и эмигрировавшими в США после войны. Родители планировали воспитать из будущего певца раввина, поэтому до 1993 года он обучался в еврейских религиозных школах (иешивах): в Высшей иешиве в Висконсине, в Fasman Высшей иешиве и Ida Crown еврейской академии в Чикаго, в Valley Torah High School в Калифорнии и в Неве-Цион иешиве в Иерусалиме. Однако вскоре Дэвид решил поступить в университет Loyola (Чикаго), который успешно окончил по трем направлениям одновременно: политология, управление бизнесом и философия. До создания группы он также поступил в юридический колледж.
Из интервью Дэвида: «Да, везде я получал хорошие оценки. Я всегда обращал внимание на учебу, неважно, знал я это или нет. Я никогда не был ужасным. Я не воровал у людей и не причинял боль. Это необычная основа для мальчика. Я уехал в Израиль на год для изучения религии самостоятельно, чтобы решить, во что я верю и чего не сделал. Я был успешен в университете, и моя группа стала чего-то добиваться. Disturbed на самом деле моя седьмая группа. Я был принят в семь юридических школ, но так и не смог довести все до конца».
Параллельно он начал заниматься музыкой. 12 сентября 2013 года Дэвид написал в своем твиттере, что стал отцом.

### Музыкальная карьера
В 1996 году Дэвид Дрейман, гитарист Дэн Донеган, басист Стив «Фьюз» Кмак и ударник Майк Венгрен основали группу Disturbed, играющую в стиле альтернативного метала. Дэвид стал вокалистом и композитором группы.
В 2000 году вышел первый студийный альбом The Sickness. В то же время Дрейман принял участие в записи саундтрека к фильму «Королева проклятых». Фильм вышел на экраны в 2002 году, и певец попал в престижный рейтинг американского журнала «Hit Parader» как один из 100 лучших метал-вокалистов всех времён.
В 2002 году группа выпустила второй альбом — Believe, который Дэвид посвятил своему деду, скончавшемуся незадолго до этого.
20 сентября 2005 года состоялся релиз альбома Ten Thousand Fists. После выпуска Believe прошло три года, но участники группы говорят, что этот срок того стоил.
3 июня 2008 года последовал выход четвёртого альбома под названием Indestructible («Неразрушимый»). по словам самих музыкантов, это был их самый тяжёлый и мрачный альбом.
Клип на одноимённую песню можно найти на YouTube — Disturbed — Indestructible (Official Music Video).
Пятый альбом — Asylum — появился в 2010 году. Официальный релиз альбома состоялся 27 августа в Германии и Австралии. Выход альбома в Америке состоялся 31 августа.
Песню «Never Again» из этого альбома Дрейман, дед которого пережил концлагерь Берген-Бельзен, а бабушка — Аушвиц, посвятил теме Холокоста.
После перерыва в Disturbed в конце 2011 года Дрейман объявил о новом параллельном проекте Device в мае 2012 года. Он заявил, что проект будет с большим уклоном в электронную музыку, но по типу индастриал метал, нечто похожее на Nine Inch Nails и Ministry, не дабстеп. В состав группы Device, помимо Дреймана, вошли Уилл Хант (ударник Evanescence) и Virus (гитарист Dope). Вышел первый сингл «Vilify» и клип к нему — Device — «Vilify» (Official Video) Архивная копия от 27 мая 2017 на Wayback Machine.
В 2013 году Дэвид Дрейман принял участие в записи альбома Super Collider американской трэш-метал группы Megadeth. Композиции с его участием: «Dance In The Rain» и «Forget To Remember».
Он также выступил продюсером альбома Trivium Vengeance Falls.
В 2014 году группа Device завершила свою деятельность.
В интервью 2015 года Дэвид сообщил, что не собирается писать новых альбомов для Device.

## Личная жизнь
Первая запись, купленная Дрейманом, Destroyer — от Kiss. Классические группы, такие как Black Sabbath, были первыми любимыми. «Я сосредоточился на Metallica, Iron Maiden, Pantera и Queensryche» — сказал Дрэймен — «Я также ценил хэви-метал группы — когда ты слышишь Whitesnake, ты не можешь отрицать их величие. Также я пошел в направлении панка и новой волны: The Sex Pistols, The Ramones, The Misfits, позже The Smiths и The Cure, которые были моими 80-тыми.
Затем прошла гранжевая революция. Я никогда не забуду, как получил свою первую Нирвану, Soundgarden и записи Alice in Chains».
Дэвид упомянул Джеймса Хэтфилда, Роба Хэлфорда и Брюса Дикинсона как три больших влияния на его вокал.
Бывшая жена — Лена Яда. Развелись в 2023 году.
Сын — Сэмюэль Беар Исаму Дрейман.

## Дискография

### Disturbed
- The Sickness (2000)
- Believe (2002)
- Ten Thousand Fists (2005)
- Indestructible (2008)
- Asylum (2010)
- The Lost Children (2011)
- Immortalized (2015)
- Evolution (2018)
- Divisive (2022)

### Device
- Device (2013)

### Гостевые участия
- «Forsaken» (написана Джонатаном Дэвисом) (2002)
- «Here’s to Us» (гостевое участие) (2012)
- «Dance in the Rain» (гостевое участие для Megadeth) (2013)
- «We Believe» (гостевое участие для Hyro the Hero[англ.]) (2020)
- «King of Misery» (соавтор; группа Saul[англ.]) (2020)
- «Dead Inside» (гостевое участие для Ниты Штраус[англ.]) (2021) — первое место в чарте Mainstream Rock Songs[9]